# Pınarcık, Niğde
Pınarcık là một xã thuộc huyện Niğde, tỉnh Niğde, Thổ Nhĩ Kỳ. Dân số thời điểm năm 2011 là 972 người.